# Carol Kane
Carol Kane, właśc. Carolyn Laurie Kane (ur. 18 czerwca 1952 w Cleveland) – amerykańska aktorka, nominowana do Oscara i Złotego Globu, zdobywczyni dwóch nagród Emmy.
Jest najbardziej znana z ról w filmach Kiedy dzwoni nieznajomy, W potrzasku, Ulica Hester, Annie Hall, Transylvania 6-5000 oraz Rodzina Addamsów II.